# Князь Владимир (мультфильм)
«Князь Владимир» — российский полнометражный мультфильм в жанре исторического фэнтези, вышедший 21 февраля 2006 года.
Мультфильм рассказывает вымышленную версию истории князя Владимира Красное Солнышко.
Фильм снят студией «Солнечный Дом-ДМ», «Первым каналом» и компанией «Каскад-Фильм» при поддержке Федерального агентства по культуре и кинематографии РФ.
Его телевизионная премьера состоялась 4 ноября 2006 года на «Первом канале».

## Сюжет
Давным-давно, когда на Руси учили мудрые волхвы, жили три брата Святославича: в Киеве правил князь Ярополк, в Древлянских землях — князь Олег, а в Новгороде — князь Владимир. Жили братья в мире и согласии до той поры, пока однажды один из учеников-волхвов не замыслил чёрные дела. Его охватила жажда власти, толкнувшая его убить своего престарелого учителя и заполучить его посох — атрибут силы. Умирая, учитель «наградил» ученика прозвищем Кривжа.
Кривжа вступает в сговор с печенежским ханом Курей, который грабит и сжигает русские деревни, наводя панику и подрывая авторитет власти князей. Невольным свидетелем сговора становится мальчик-сирота Алекша, и его берут в рабство.
Пока Владимир со своим войском пребывает в заморских землях, Ярополк посылает ему весть о гибели Олега и предательстве Кривжи. Кривжа, превратившись в чёрного медведя-оборотня, убивает гонца. Утомлённый походами, Владимир возвращается как раз к празднованию Масленицы. На празднике Кривжа предъявляет ему подложную грамоту о союзе Ярополка с Курей. Не веря поначалу, Владимир, в итоге, решает выступить на Киев.
Алекша попадается на глаза греку Анастасию, приближённому ко двору византийского императора. Анастасий выкупает его и на пути к императорскому двору узнаёт его историю, а затем крестит. Так Алекша оказывается в Царьграде и там по просьбе русских послов играет на жалейке, преподнесённой Владимиром в дар царевне Анне. 
Анастасий рассказывает императору о смуте в княжествах, и тот, решив, что крепкая Русь — единственное, что защищает его империю от кочевников, приказывает отправляться к Владимиру. Однако, когда послы пристают к деревне у реки, их ладью грабят печенеги, которых привёл Кривжа. Алекша остаётся один с Евангелием на руках. Здесь же останавливаются на ночлег Владимир и его дружина. Алекша хочет предупредить их о вероломстве жреца, но Кривжа от имени князя Владимира приказал привязать мальчика Алекшу в лесу от дерева до идола Перуна в ночь на нападение чёрного медведя-оборотня. Однако Оленька, дочь воеводы Добрыни, помогает мальчику бежать, Кривжа, в горе его нападать, гонится за ним в облике чёрного медведя-оборотня, раздавшийся страшным рёвом, и Алекша падает в овражную речку.
После того, как Кривжа ушёл с места падения Алекши в речку и бродил по лесу, где случайно встречает ведун — дед-лесник Боян, который разговаривает с ним о его самочувствии и богах. В это же время, плывя по речке, Алекша выбирается из неё, зацепившись за ветку. По дороге домой Боян встречает своих сыновей — амбалов-дружинников Коснятина и Хотёна — и узнаёт от них. Выбравшись на берег, обессиленный мальчик добирается до избы Бояна, и засыпает.
В это время Владимир подходит к стенам Киева. Начинается сражение новгородцев с киевлянами, а Владимир с одним из варягов идут к Ярополку, где братья скрещивают мечи. Ярополк побеждает, после чего пытается объясниться и решить дело миром. Владимир начинает сомневаться в предательстве брата, но в эту минуту варяг с подачи Кривжи убивает Ярополка, после чего Владимир приходит в ужас и раскаивается в своём грехе.
Тем временем Алекша, оправившись после погони, помогает Бояну по хозяйству. Он рассказывает Бояну об Иисусе и узнаёт от него о боге Роде, которого Боян почитает так же, как и других богов.
Подавленный убийством и допуская, что на Ярополка могли наговорить, Владимир, по предложению воеводы, решает объединить все племена русичей в одно государство. Но в это время в палаты печенежского хана от советника Кури доходит весть о том, что князь Ярополк убит и что Владимир решил собрать и объединить все племена расколотой Руси. Хан приходит в ярость, но Кривжа выдвигает свой хитрый замысел рассорить племена русичей, не допустив объединения Руси. Собранные волхвы и сами племена стоят у капищ их богов, чтобы те стали свидетелями объединения, однако Кривжа отдаёт всю кровь жертвы идолу Перуна. Люди проявляют недовольство, и Владимир проникается ненавистью ко жрецу, после чего идол Перуна раскалывает молния. Тогда Кривжа заговаривает князя на смерть в грязь. 
Проверяя рыбацкие сети, Алекша случайно встречает Оленьку и затем сына печенежского хана, Гияра, которого спасает из воды. В этот момент появляются печенеги и начинают погоню за мальчиком. Князь отстаёт от дружины и, вопреки ожиданиям Кривжи, выбирается из болота, а потом и из леса. Тут ему попадается Алекша, но на них нападает дикий зубр, и защищая его, князь теряет сознание от удара дикого зубра.
Пока Боян лечит его, избушку окружают печенеги. Кривжа пытается убить князя, но ему мешают это сделать Боян и Алекша. Кривжа, вновь обернувшись чёрным медведем-оборотнем, идёт в избу и сталкивается с Владимиром. Очнувшийся князь, вооружённый факелом, начинает мстить жрецу за ложь и вероломство. Затем Владимир вызывает Курю на честный поединок и побеждает его. Гияр не позволяет войску продолжить поединок и приказывает отступить. В порыве гнева Кривжа пытается убить Бояна своим посохом и метит, но случайно попадает в дуб, в котором воплощён Род, и погибает от кары бога.
На следующее утро князю снится, как он в солнечном и золотом поле, вместе со своим конём, изучает христианские заповеди о любви к брату и Богу. Но как только он просыпается, к деду Бояну приходят его сыновья, которые рассказывают ему о том, что князь Владимир вместе с его воеводой в болотах погибли, пока были на охоте. Затем и Алекша выбежал, крича, что князь пропал. Но сам Владимир это опроверг, сказав, что его ещё рано хоронить, и что его ещё ждёт византийская царевна Анна.
Настаёт время спокойствия и любви. Алекша проводит время с влюблённой в него Оленькой, а византийская царевна Анна верно ожидает князя на свадьбе в Царьграде. Во время совместной верховой езды Владимир спрашивает Алекшу, понравилась ли царевне жалейка, и тот отвечает утвердительно. После этого, князь Владимир с Алекшой поскакали в Киев навстречу рассвету солнца, Боян пожелал вам лёгкую дорогу и удачу в подмогу.

## Исторический контекст
Фильм в романтизированной форме рассказывает о реальных событиях на Руси X века. Хотя в сценарии присутствуют многие реальные персонажи, такие как Добрыня, хан Куря и варяг Олаф Трюггвасон, часть событий изменена или пропущена. Фильм в значительной части базируется на былинном образе князя Владимира и его эпохи. Завоевательные походы Владимира и его дружины в фильме присутствуют, но показаны кратко и без подробностей. В фильме также отсутствует первая жена Владимира, Рогнеда, не упоминается о завоевательных походах князя Ярополка, который показан сугубо положительным персонажем. Пропущено усыновление Владимиром Святополка. Нашествие печенегов, фигурирующих в фильме как главная враждебная сила, перенесено на более ранний период. Владимир показан в целом положительным, хотя и более пассивным, чем его реальный прототип. Радикальные решения — свержение брата, поворот к христианству — кино-Владимир предпринимает под влиянием второстепенных, в основном вымышленных персонажей — жреца Кривжи, мальчика Алекши. Образ Добрыни, воеводы и старшего наставника князя, ближе к историческому, нежели к былинному.
Важную роль в фильме играет христианство, в которое обращают одного из главных героев мультфильма, Алекшу (а тот, в свою очередь, склоняет к нему других персонажей). Из-за этого фильм обвиняли в религиозной пропаганде. Однако и язычество показано в целом положительно: языческие боги отказываются принять жертву от злодея Кривжи и приходят на помощь Бояну, попавшему в беду. Режиссёр Юрий Кулаков рассказал, что хотел показать и положительную сторону язычества, а именно:
...те начала, которые потом помогут русским стать Христианами. Языческое мироощущение в своих лучших проявлениях видело Бога везде: и в небе, и в камне, и в дереве…»
Юрий Кулаков в интервью порталу «Благовест»
Боги, колдовство и превращения в фильме активно действуют и сосуществуют с историческими событиями и персонажами, подчёркивая былинный характер рассказа.

## Мультипликационная группа

### Озвучивание
Основной источник:
- Сергей Безруков — Владимир Святославич, князь новгородский
- Александр Баринов — Кривжа, жрец Перуна
- Лев Дуров — дед Боян, лесник и ведун
- Владимир Гостюхин — рыжий варяг, союзник Владимира
- Дмитрий Назаров — Добрыня, воевода
- Игорь Ясулович — волхв, учитель Кривжи
- Анатолий Белый — Ярополк Святославич, великий князь киевский
- Юрий Беркун — Куря, печенежский хан
- Томас Шлеккер — Алекша, мальчик-сирота
- Элиза Мартиросова — Оленька, дочь воеводы Добрыни
- Николай Расторгуев-младший — Гияр, сын Кури
- Алексей Колган — Коснятин и Хотён, сыновья-близнецы Бояна
- Александр Пинегин — дедушка Алекши
- Владимир Антоник — Василий II, византийский император, старший брат Анны
- Ирина Безрукова — царевна Анна, невеста Владимира
- Анна Каменкова — княгиня Ольга, бабушка Ярополка и Владимира
- Василий Дахненко — Анастасий, советник императора
- Александр Рыжков — советник Кури / один из старцев
- Владимир Вихров — рассказчик (нет в титрах)
- Владимир Ферапонтов — читает подложную грамоту / один из старцев (нет в титрах)
- Никита Прозоровский — византийский посол (нет в титрах)
- Юрий Маляров — один из старцев (нет в титрах)
- Алексей Костричкин — один из дозорных (нет в титрах)

### Создатели мультфильма
- Генеральный продюсер: Степан Поженян.
- Продюсеры: Андрей Добрунов, Татьяна Шахгельдян, Владимир Таубкин.
- Автор идеи: Андрей Добрунов.
- Авторы сценария: Андрей Добрунов, Юрий Кулаков, Юрий Батанин (при участии Алексея Катунина).
- Режиссёр-постановщик: Юрий Кулаков.
- Режиссёр: Юрий Батанин.
- Редактор: Алексей Катунин.
- Художник-постановщик по типажам: Андрей Рябовичев.
- Художник-постановщик по фонам: Григорий Лозинский.
- Художники: Виктор Чугуевский, Игорь Олейников.
- Композиторы: Сергей Старостин, Игорь Журавлёв.
- Разработка эпизодов: Юрий Кулаков, Юрий Батанин, Юрий Бутырин.
- Раскадровка: Юрий Кулаков, Юрий Батанин, Алексей Штыхин, Дмитрий Новосёлов, Виктор Чугуевский, Игорь Олейников, Сергей Глаголев.
- Монтаж: Сергей Минакин.
- Двухмерная графика и спецэффекты: Андрей Смирнов, Иван Вербицкий, Денис Цыбулькин, Игорь Самородов.
- Трёхмерная графика: Сергей Луценко, Сергей Минакин.
- Ассистенты режиссёра: Елена Гагарина, Борис Садовников.
- Ассистенты художника-постановщика: Аркадий Петров, Руслан Толстобров.
- Художник-колорист: Наталья Добрунова
- Ассистент-планировщик: Татьяна  Добрунова.
- Цветовые модели: Наталья Добрунова, Юлия Грувман, Андрей Смирнов.
- Цветовая обработка фонов: Григорий Лозинский, Игорь Олейников, Елена Донская, Мария Лозинская, Анна Андросова, Виктор Логинов, Людмила Воробьёва.
- Художники-компоновщики: Андрей Рябовичев, Виктория Колегаева, Виктор Чугуевский, Игорь Олейников, Юрий Батанин, Марина Лескова.
- Художники по персонажам: Андрей Добрунов, Юрий Батанин, Виктор Чугуевский, Витория Колегаева.
- Художники-разработчики по фонам: Андрей Добрунов, Юрий Пронин, Игорь Олейников, Наталья Крыжановская, Елена Данилина.
- Ведущие аниматоры: Дмитрий Новосёлов, Андрей Парыгин.
- Аниматоры: Юрий Бутырин, Юрий Кулаков, Максим Ушаков, Сергей Глаголев, Евгений Иванов, Ксения Корнеева, Рафек Аймалетдинов, Михаил Тарасов, Александр Мазаев, Алексей Штыхин, Валерий Жирнов, Андрей Плугарь, Вячеслав Каюков, Владимир Захаров, Олеся Крепс, Татьяна Подгорская, Николай Козлов, Олег Сафронов, Кирилл Поликарпов, Наталья Мальгина, Татьяна Плотникова, Марина Тябут, Василий Шевченко, Александр Мельгин, Борис Тузанович, Денис Журавлёв.
- Съёмка лайн-тест: Мария Ерохина, Дмитрий Скрипкин, Михаил Тарасов, Лев Кулаков, Ия Закалкина, Дарья Кондорева.
- Заливка сцен: Юрия Грувман, Светлана Алексашина, Сергей Минакин, Андрей Смирнов, Александра Евсеева, Лев Кулаков, Николь Ерыкалова, Александр Грига, Наталья Добрунова, Дарья Галашина.
- Сканирование сцен: Александр Грига, Андрей Смирнов, Сергей Минакин, Александрия Алексашина, Юлия Грувман, Мария Ерохина.
- Художники-додельщики сцен: Анастасия Мелехина, Нина Подлесных, Рафек Аймалетдинов, Ирина Агуреева.
- Графические работы по фонам: Руслан Толстобров, Анна Андросова, Алексей Воронцов, Елена Федотова, Ирина Ковтун, Ирина Соловьёва, Анна Шабалина, Камилла Чилингарова, Виктор Логинов.
- Художники-фоновщики: Елена Данилина, Елена Донская, Ирина Собянина, Людмила Лобанова, Игорь Олейников, Ирина Капралова, Вера Владимирова, Гелий Аркадьев, Наталья Крыжановская, Елена Прокопсня, Мария Лозинская.
- Ведущий прорисовщик: Аркадий Петров.
- Художники-прорисовщики: Марина Вахрушина, Павел Никитаев, Татьяна Титова, Виктория Колегаева, Анастасия Мелехина, Анна Шацкова, Ирина Борисова, Мария Прудникова, Ольга Мастеркова, Анатолий Цыбин, Виталий Шубин, Денис Шомин, Марианна Высокосова, Екатерина Гнитер, Сергей Холчёв, Александра Долгушина, Марина Лымарь, Зоя Соколова, Марина Лескова, Артур Толстобров, Николай Козлов, Нина Андронова, Роман Пешков, Ирина Капралова, Алла Беляева, Людмила Компаниец, Лера Белова, Мария Кузнецова, Борис Садовников, Алексей Воронцов, Елена Морозова, Валерий Коваль, Инна Иванчева, Ирина Агуреева, Татьяна Чудина.
- Художники черновой фазовки: Виктор Магазинер, Татьяна Прохорова, Мария Поликашина, Ирина Комедчикова, Борис Садовников, Андрей Морёк.
- Художники чистовой фазовки: Татьяна Прохорова, Лада Андреева, Наташа Беслик, Алла Беляева, Игорь Еремеев, Сергей Богомолов, Александр Брежнев, Наталья Володина, Наталья Андронова, Ирина Агуреева, Надежда Алфёрова, Алексей Воронцов, Елена Воронина, Ангелина Гурова, Натакан Гибабова, Сабир Джандаров, Елена Дорожкина, Елена Кулешова, Зоя Кожевникова, Ольга Кацуба, Юля Котова, Марина Лымарь, Эраст Меладзе, Наталья Матишенко, Людмила Остругова, Нина Подлесных, Лариса Разгуляева, Зоя Соколова, Ирина Серёгина, Екатерина Смирнова, Владимир Спорыхин, Борис Тузанович, Ирина Терехова, Руслан Толстобров, Анатолий Цыбин, Нонна Чулкова, Александра Чумакова, Дина Хуслинова.
- Скульптор: Михаил Чавушьян.
- Над фильмом работали: Альберт Швец, Екатерина Шабанова, Мария Шабанова, Владимир Суриков, Ренат Суриков, Ренат Ибрагимов, Александр Ченомашенцев, Алексей Фёдорович, Екатерина Волкова, Николай Плюскин, Владимир Улитин.
- Литературная обработка: Геннадий Постолаки.
- Директор картины: Владимир Таубкин.
- Директор производства: Наталья Лугова.
- Административная группа: Елена Васина, Игорь Деркач, Борис Матвеев.
- Звукоинженеры: Николай Орса, Валерий Черкесов.
- Звук: Студия «Пифагор».
- Режиссёр озвучивания: Ярослава Турылёва.
- Звукорежиссёры: Павел Емельянов, Леонид Драгилёв.
- Звукооператор перезаписи: Дмитрий Батыжев.
- Ассистент режиссёра: Арина Одноробова.
- Синхронный текст: Екатерина Барто.
- Синхронные шумы: Алла Мейчик, Тимофей Вольский.
- Цифровой перевод изображения: «Digital Film Finland Oy» Петри Снитонен.
- Цветокоррекция и перевод на плёнку: Мика Конгас, Томи Иисминен.
- Печать негатива «Finnlab Oy»: Кари Манис.

## История создания
Идея создания мультфильма о князе Владимире возникла у разработчиков ещё в 1997 году, однако работа над фильмом началась лишь в 1998 году. Изначально Андрей Добрунов и Геннадий Постолаки хотели снять серию короткометражных мультипликационных фильмов, повествующих об истории крещения Европы. Но, ввиду разногласий разных христианских сообществ, от этой идеи пришлось отказаться. Поэтому Андрей Добрунов решил сделать мультфильм, который рассказывал бы об истории и культуре Руси X века, о её крещении, а также о её правителе — князе Владимире.
После того как мультсериал решили сделать мультфильмом, создатели решили разделить фильм пополам.
Идея создания мультфильма посвящается академику Дмитрию Лихачёву в 1999 году, а поддержали президент академии РАН Юрий Осипов, патриарх Алексий II, протоиерей Артемий Владимиров, режиссёр и мультипликатор Фёдор Хитрук и актёр театра и кино — Василий Лановой. Фильм был также обеспечен государственной поддержкой Федерального агентства по культуре и кинематографии РФ.
16 декабря 1998 года мультфильм был благословлён патриархом Московским и всея Руси, Алексием II. 18 февраля 1999 года проект получил поддержку на производство мультфильма со стороны академика Лихачёва. В мае 1999 года была начата работа над мультфильмом.
4 апреля 2000 года было подписано распоряжение президента России, Владимира Путина, № 105-рп, о включении мультфильма в программу по подготовке к празднованию двухтысячелетия христианства и встречи третьего тысячелетия. А 7 апреля того же года в Российском фонде культуры состоялась презентация, в ходе которой было сообщено о завершении работы над образами персонажей и фоновыми зарисовками мультфильма, о том, что Издательский совет Русской православной церкви внимательно следит за соблюдением исторической правды, о том, что мультфильм был включён в план государственной программы России по празднованию двухтысячелетия христианства и встрече третьего тысячелетия, а также о том, что работа над проектом была благословлена патриархом Алексием II и протоиереем Артемием Владимировым. Через несколько дней после презентации, 21 апреля мультфильму было выдано удостоверение национального фильма. А в декабре того же года проект получил поддержку и одобрение первого заместителя министра образования Киселёва Александра Федотовича. Через год в октябре фильм получил одобрение и поддержку от президента РАН, академика Осипова Юрия Сергеевича.
18 мая 2002 года было объявлено, что генеральным продюсером фильма будет Мащенко Николай Витальевич, продюсером фильма будет Мянко Виктор Иванович, со-продюсером Краев Игорь Евгеньевич, а авторами сценария фильма — Андрей Добрунов и Геннадий Постолаки. Также было объявлено, что композитором, который напишет песни для фильма, стал Николай Носков. Однако, 19 сентября 2002 года стало известно, что свою руку к написанию музыки для мультфильма приложит и композитор Шандор Калош. Но он напишет только музыкальные темы для фильма.
Многие русские мультипликаторы, проживающие и работающие в других странах, прервали свои работы за рубежом и прилетели в Россию, чтобы принять участие в работе над созданием фильма.
В том же году на Международном фестивале анимационных фильмов в Анси фильм был назван одним из двенадцати самых ожидаемых предстоящих анимационных мультфильмов мира. Пилотный ролик мультфильма был приглашён на фестиваль, проходивший со 2 по 9 июня того же года.
30 января 2003 года создатели мультфильма «Князь Владимир» приняли решение разделить проект на две части. Первая часть — «„Князь Владимир I“ („Выбор“)», и вторая часть — «„Князь Владимир II“ („Подвиг“)», продолжительность каждой части должна была быть по 78 минут. Также 24 января 2003 года был подписан договор о сотрудничестве между студией «Солнечный Дом-ДМ» и кинокомпанией «Централ Партнершип». 3 декабря того же года стало известно, что выпуск мультфильма был назначен на конец осени 2004 года. Также стало известно, что выпуском лицензионной продукции с использованием бренда мультфильма займётся компания «Метробелл», международной дистрибуцией фильма: «Гринлайт Медиа» и «Имидж-Консалтинг», расходами на проведение мероприятий и рекламы фильма — «Сбербанк РФ», и информационной поддержкой мультфильма — «МТУ-Интел».
15 мая 2004 года на Каннском кинорынке во Франции состоялась мировая премьера мультфильма. В конце того же года, после сообщения о предстоящей премьере фильма, разгорелся скандал из-за ассоциаций названия фильма с именем одного из тогдашних кандидатов в президенты — Владимира Владимировича Путина. Создателей мультфильма обвинили в следовании конъюнктуре, а фильм стал расцениваться как политический пиар и пропаганда. Следствием подобного восприятия фильма общественностью стало перенесение релиза на более позднее время.
В следующем году стало известно, что названия серий дилогии «Князь Владимир» вновь были изменены. Первая часть серии мультфильмов должна была выйти под названием «Князь Владимир. Выбор», а вторая часть, которая должна была выйти в середине 2006 года, — «Князь Владимир. Подвиг». Однако позже, название первой части мультфильма было сменено просто на «Князь Владимир».
3 февраля 2006 года состоялась вторая презентация (она же кинопремьера) для СМИ готового мультфильма в московском кинотеатре «Атриум», а 7 февраля в Москве прошёл показ мультфильма для журналистов. Чуть позже, 21 февраля состоялась премьера фильма — «Князь Владимир», в московском киноконцертном комплексе «Октябрь», где со следующего дня мультфильм стал доступен во всех кинотеатрах страны. 28 февраля 2008 года состоялась премьера мультфильма «Князь Владимир» на DVD в Греции. Планировалось выпустить мультфильм также в Сербии, в её столице Белграде, и в Болгарии, городе Софии, так как в этих странах большая часть людей придерживается христианства. Мультфильмом также была заинтересована американская компания «Buena Vista International», которая являлась на тот момент партнёром российского компании «Каскад-фильм».
Продолжительность мультфильма составила 79 минут. Производство и разработка мультфильма были исполнены студией «Солнечный Дом-ДМ». Над фильмом работало около ста двадцати мультипликаторов. Продюсированием мультфильма стала заниматься компания «КОНТАКТ». Генеральным продюсером стал Степан Поженян. Продюсерами стали: Андрей Добрунов, Татьяна Шахгельдян и Владимир Таубкин. Продюсером саундтрека к мультфильму стал Сергей Старостин. Также авторами сценария мультфильма, стали: Андрей Добрунов, Юрий Кулаков и Юрий Батанин (при участии Алексея Катунина). Бюджет мультфильма составил более пяти миллионов долларов. За распространение отвечала компания «Каскад-Фильм». Рекламой занимались «Первый канал», «Русское радио», телекоммуникационная компания «Стрим» и ИТ-компания «Яндекс». Расходы на проведение мероприятий взял банк «ТрансКредитБанк». Мультфильм был снят при государственной поддержке Федерального агентства по культуре и кинематографии РФ. Также в этом же году была выпущена музыка, игры, и книги к мультфильму. А 29 декабря этого же года на VIII Международном кинофестивале «Сказка» в Москве состоялась номинация на награждение этого мультфильма, в ходе которой данный фильм одержал победу, за художественное воплощение исторической темы на экране. Позже, в 2007 году, мультфильм был также номинирован на церемонию награждения «MTV-Россия» — «Кинонаграда MTV Russia за лучший анимационный фильм». Однако победы данный мультфильм не одержал. 9 сентября 2009 года состоялась мировая премьера мультфильма «Князь Владимир» на Варшавский кинофестиваль.

### Художественные особенности
Мультфильм разрабатывался на основе классической рисованной мультипликации 1960-х и 1970-х годов и новой, компьютерной анимации, только для мелких фрагментов фильма и спецэффектов. Мультфильм переживал технические и зарисовочные изменения по ходу работы над ним. Поскольку фильм разрабатывался с 1999 года, с учётом прежних обычаев мультипликационной работы времён СССР и изменений, по ходу появления новых технологий. После начала работы над мультфильмом изменениям подвергались как персонажи, так и сам фильм в целом.

## Отзывы и оценки
Реакция критиков была относительно положительной, но неоднозначной. Кинокритики оценили мультфильм в целом средне: положительные отзывы заслужила техническая составляющая картины и работа художников, отрицательные — работа сценаристов. Кинокритики высоко оценили искусство мультфильма и анимации, но критиковали его за «искривлённый» показ истории и предполагаемую религиозную пропаганду в пользу Русской Православной Церкви. Однако некоторые авторы отмечали, что и язычество показано в целом положительно: языческие боги отказываются принять жертву от злодея Кривжи, и приходят на помощь Бояну, попавшему в беду. Режиссёр Юрий Кулаков рассказал, что хотел показать и положительную сторону язычества, а именно:
...те начала, которые потом помогут русским стать Христианами. Языческое мироощущение в своих лучших проявлениях видело Бога везде: и в небе, и в камне, и в дереве…»
Юрий Кулаков в интервью порталу «Благовест»

Авторы фильма утверждали, что ставили перед собой задачу вернуть на экран живописные традиции «Союзмультфильма». Но их ура-патриотическое, прямолинейное, лишенное юмора творение апеллирует не столько к фильмам Иванова-Вано, Снежко-Блоцкой, сестер Брумберг, Иванова, сколько к агиткам 1930-х и 1950-х.
— Лариса Малюкова «СВЕРХкино» с. 336

## Прокат
«Князь Владимир» собрал в прокате 5 400 000 долларов и стал одним из самых кассовых российских мультфильмов всех времён, среди отечественных мультфильмов, и являлся третьим самым кассовым мультфильмом в России после «Мадагаскар» и «Смывайся!» на 2006 год. По кассовым сборам этот мультфильм стал значительно более успешным, нежели мультфильмы студии «Мельница» того же периода, однако сборы лишь ненамного превзошли бюджет.

## Номинации и награждения
| Дата                 | Название                                                     | Номинация | Страна           | Итог      |
| -------------------- | ------------------------------------------------------------ | --- | ---------------- | --------- |
| 9 июня 2002 года     | «Международный фестиваль анимационных фильмов в Анси».       | Номинация награждений «Международный фестиваль анимационных фильмов в Анси». | Франция          | Номинация |
| 29 декабря 2006 года | «VIII Международный кинофестиваль „Сказка“».                 | Гран-при на VIII Международном кинофестивале «Сказка» в Москве. Авторы фильма Юрий Кулаков и Юрий Батанин удостоены этой награды за «художественное воплощение исторической темы на экране». | Россия           | Победа    |
| 19 апреля 2007 года  | «Кинонаграда MTV Russia за лучший анимационный фильм».       | Номинация кинонаград «MTV-Россия» на «Лучший анимационный фильм». | Россия           | Номинация |
| 21-25 мая 2008 года  | «Сеульский международный фестиваль мультфильмов и анимации». | Номинация на гран-при Сеульского международного фестиваля мультфильмов и анимации (SICAF 2008) как «Лучший художественный фильм»                                                             | Республика Корея | Номинация |

## Музыка
«Князь Владимир» — саундтрек на мультфильм «Князь Владимир», вышедший в 2006 году.
Исполнителями песен для альбома стали: Алёна Третьякова, Инна Желанная, группа «Любэ», Наталья Княжинская, и Ольга Журавлёва. Исполнением музыки для песен, а также их аранжировкой занимались: группа «Вир-вир», Сергей Старостин, Игорь Журавлёв, Сергей Калачёв (при участии Кайгал-Оола Ховалыг, Андрея Моигуш, Алексея Сарыглар, Алексея Мехнецова, Аркадия Шилклопера, Владимира Волкова, Святослава Курашова, Бориса Ефремова, Андрея Сенина, Игоря Джавад-Заде, Ержана Алимбетова, Сергея Клевенского, Владимира Жарко, Инны Желанной. Фольклорной группы «Веретёнце» под руководством Елены Краснопевцевой. Ансамбля казаков под руководством Владимира Скунцева. Ансамбля древнерусской музыки «Сирин» под руководством Андрея Котова. Фольклорной группы «Народный праздник». Камерного ансамбля «Каприз» под руководством Антона Брежестовского.). Звукорежиссёрами записи и сведения музыки стали Николай Орса и Дмитрий Батыжев. Продюсером альбома стал Сергей Старостин. Запись музыки и песен происходила в «Студии Владимира Осинского».

### Список композиций
| №                   | Название                    | Текст песни         | Музыка              | Автор(ы) (т. к. исполнитель[и])                                           | Длительность |
| ------------------- | --------------------------- | ------------------- | ------------------- | ------------------------------------------------------------------------- | ------------ |
| 1.                  | «Возле твоей любви»         | Игорь Журавлёв      | Игорь Журавлёв      | «Любэ» (исп. Николай Расторгуев)                                          | 3:34         |
| 2.                  | «Пёрышко»                   | Андрей Усачёв       | Александр Пинегин   | «Любэ», Наталья Княжинская (исп. Николай Расторгуев и Наталья Княжинская) | 3:30         |
| 3.                  | «Масленица»                 | —                   | —                   | Сергей Старостин                                                          | 1:58         |
| 4.                  | «Песня мужика»              | —                   | —                   | Сергей Старостин                                                          | 2:03         |
| 5.                  | «Добрыня»                   | —                   | —                   | Сергей Старостин                                                          | 5:24         |
| 6.                  | «Атака Киева»               | —                   | —                   | Сергей Старостин                                                          | 3:52         |
| 7.                  | «Из Византии на Русь»       | —                   | —                   | Сергей Старостин                                                          | 1:08         |
| 8.                  | «Обряд»                     | —                   | —                   | Сергей Старостин                                                          | 2:59         |
| 9.                  | «Венок»                     | Игорь Журавлёв      | Игорь Журавлёв      | Сергей Старостин (исп. Ольга Журавлёва)                                   | 3:36         |
| 10.                 | «Сражение Владимира и Куры» | —                   | —                   | Сергей Старостин                                                          | 3:29         |
| 11.                 | «Может знает лес»           | Игорь Журавлёв      | Игорь Журавлёв      | «Любэ», Наталья Княжинская (исп. Николай Расторгуев и Наталья Княжинская) | 4:06         |
| 12.                 | «Князь Владимир [bonus]»    | —                   | —                   | Triplex                                                                   | 9:40         |
| Общая длительность: | Общая длительность:         | Общая длительность: | Общая длительность: | Общая длительность:                                                       | 42:79        |

## Игры

### Настольные
«Князь Владимир. Масленица» — настольная игра, вышедшая в 2006 году производителем сборных моделей и настольных игр «Звезда». Автор: Олеся Емельянова. ISBN 8649 (ошибоч.).
Суть игры заключается в следующем. Игроки бегут за санями князя и меняются с людьми, стоящими в толпе, и быстрее других должны заполучать 3 одинаковых гостинца (например, 3 пряника или 3 гребешка). Помимо обычных подарков, игрокам могут попасться неожиданные подарки (например, скоморох и улетающие прямо из его рук птички-невелички, или кот в мешке). Также не известно, где удастся угадать, а где нет. И лишь только один игрок сможет настичь князя и предъявить ему 3 одинаковые карточки. Только после этого, предъявивший карточки игрок, станет победителем и игра закончится.
«Князь Владимир» — настольная игра, вышедшая в 2006 году производителем сборных моделей и настольных игр «Звезда». Автор: Олеся Емельянова. ISBN 8650 (ошибоч.).

### Компьютерные
«Князь Владимир» — компьютерная игра-аркада в жанре экшн для PC, вышедшая 5 мая 2006 года компьютерной компанией «1С» на одноимённый фильм «Князь Владимир», и разработанная студией компьютерных игр, «PIPE Studio». Анонс игры состоялся 24 марта 2006 года. Игра укомплектована в два компакт-диска, упакованные в дабл-кейс. Возрастное ограничение к игре составляет: 12+.
Во время игры пользователь попадает в мир сказочной Древней Руси, в которой он должен будет вместе с персонажами мультфильма играть в снежки во время празднества масленицы, биться с печенегами, а также должен будет сражаться в поединках с чёрными силами Кривжи.

## Книги
«Князь Владимир» — книга, вышедшая в 2006 году издательством «Каскад» на фильм с одноимённым названием «Князь Владимир». Автором книги стал Игорь Брусенцев.
В этом же году издательство «Стрекоза-Пресс» выпустило другую книгу с тем же названием. Автором книги стали Игорь Брусенцев и Леонид Яхнин.